# Нижняя Пылемецкая
Нижняя Пылемецкая — река в России, течёт по территории Заполярного района Ненецкого автономного округа. Вытекает из озера на высоте 38 м над уровнем моря. Течёт с юго-востока на северо-запад, восточнее реки Верхняя Пылемецкая. Впадает в протоку Печоры Лабожский Шар. Длина реки составляет 44 км.
В устье реки находится деревня Пылемец, входящая в Великовисочный сельсовет.

## Данные водного реестра
По данным государственного водного реестра России относится к Двинско-Печорскому бассейновому округу, водохозяйственный участок реки — Печора от водомерного поста Усть-Цильма и до устья, речной подбассейн реки — бассейны притоков Печоры ниже впадения Усы. Речной бассейн реки — Печора.
Код объекта в государственном водном реестре — 03050300212103000083889.